# Raúl González Tuñón

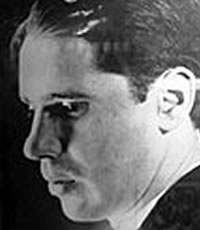
Raúl González Tuñón

Raúl González Tuñón (* 29. März 1905 in Buenos Aires; † 14. August 1974 ebenda) war ein argentinischer Dichter und Journalist.

## Leben
González Tuñón entstammte einer alten argentinischen Familie; der Schriftsteller Enrique González Tuñón war sein älterer Bruder. Nach ersten literarischen Versuchen begann er als freier Mitarbeiter für die Tageszeitung „Clarín“; später gehörte er dann auch zur Redaktion.
González Tuñón unternahm eine ausgedehnte Europareise und lebte dabei auch einige Zeit in Madrid und Paris. Nach seiner Heimkehr schrieb er u. a. auch für die Zeitung „Crítica“. Während des Chacokrieges (1932–1935) berichtete er als Kriegsberichterstatter und in dieser Funktion wurde er auch 1936 nach Spanien entsandt. Dort berichtete er bis 1939 aus dem Bürgerkrieg und stand in Kontakt zur Allianz der antifaschistischen Intellektuellen. Tunón war Mitglied der Kommunistischen Partei Argentiniens.
Er war u. a. befreundet mit Rafael Alberti, Robert Desnos, Federico García Lorca, Miguel Hernández, Pablo Neruda, César Vallejo und gilt literarisch als typischer Vertreter des Vanguardia.
Mit 69 Jahren starb González Tuñón im August 1974 in Buenos Aires und fand dort auch seine letzte Ruhestätte.

## Werke (Auswahl)
Belletristik
- A la sombra de los barrios amados. Editorial Lautaro, Buenos Aires 1957.
- Demada contra el Olvido. Ediciones La Rosa Blindada, Buenos Aires 2006, ISBN 978-987-540-080-1.
- El otro lado de la estrella. Sociedad Amigos del libros, Buenos Aires 1934.
- Juancíto caminador y otros poemas. Planeta, Buenos Aires 1999, ISBN 978-950-4902-24-9.
- Primer canto argentino. Selbstverlag, Buenos Aires 1945.
- El rumbo de las islas perdidas. Libros de Tierra Firma, Buenos Aires 1994 (Nachdr. d. Ausg. Buenos Aires 1969).
- Todos bailau. Libros de Tierra Firma, Buenos Aires 1987.
- Le veleta y la antena. Editorial Leyendo, Buenos Aires 1969.

Sachbuch
- Todos los hombres del mundo son hermanos. Impresiones de viaje Moscú, Leningrado, Pekín, Tientsín, Nanking, Shanghai, Hanchow, Praga, Lidice y una vision de Varsovia. Editorial Poemas, Buenos Aires, 1954.